# 番夜蛾属
番夜蛾属（学名：Pantura）是裳蛾科下的一个属。

## 下属物种
本属包括以下物种：
- 番夜蛾 Pantura ophiusalis (Walker, 1859)
- Pantura rufifrons (Moore, 1887)